# تاتوي
تاتوي هي مدينة، وبلدية في البرازيل، تتبع ساو باولو، بلغ عدد سكانها 93٬430  نسمة، في 2000، تبلغ مساحتها 523٫475 كيلومتر مربع.

## أعلام
- أديمار
- باولو سيتوبال
- فيرا هولتز
- رودينيي مارسيلو